# Lily Eversdijk Smulders
Emilie „Lily“ Caroline Henriette Eversdijk Smulders (* 20. Juni 1903 in Sidoarjo, Niederländisch-Ostindien; † 1. März 1994 in Amsterdam) war eine niederländische Juristin, Malerin, Zeichnerin, Schriftstellerin und Weltreisende.

## Leben
Lily Eversdijk Smulders wurde 1903 als Tochter des Verwaltungsbeamten Thomas Antonie Eversdijk Smulders (1860–1913) und der Lehrerin Mary Madeleine Beckers (1868–1947) geboren. Mit ihrer jüngeren Schwester Judy wuchs sie auf der Insel Java in Niederländisch-Ostindien auf. Als sie drei Jahre alt war, zog die wohlhabende Familie 1906 in die Niederlande und ließ sich in Nimwegen nieder, wo Lily die „Nutsschool“ (eine Form der Grundschule) besuchte. Als der Vater 1913 starb, ging es der Familie finanziell schlechter und sie musste in ein kleineres Haus umziehen. Lily Eversdijk Smulders schloss ihre Schulausbildung am Stedelijk Gymnasium Nijmegen ab. Sie ging 1921 zum Studium der Rechtswissenschaften an die Universität Leiden, nachdem ihre Mutter ihr den Besuch einer Kunstschule untersagt hatte, obwohl sie ein großes Interesse am Zeichnen und Malen zeigte.
Nach dem Jurastudium, das sie im Juni 1925 mit einem Doktortitel in Rechtswissenschaften abschloss, reiste Lily Eversdijk Smulders nach Niederländisch-Ostindien, um ihr Geburtsland richtig kennenzulernen. Sie arbeitete zunächst kurze Zeit im Finanzministerium in Batavia (das heutige Jakarta) und wurde dann die erste weibliche Gerichtsschreiberin für Strafangelegenheiten beim „Raad van Justitie“ (Rechtbank) in Medan auf Sumatra. Schon bald galt sie als kompetente Autorin juristischer Dokumente und Berichte, aber mit ihrer Heirat im November 1931 in Singapur endete ihre Laufbahn bei Gericht. Ihr Ehemann Rob Traill, Angestellter bei der Bataafse Petroleum Maatschappij, verbot ihr auch das Zeichnen. Die Ehe wurde 1936 geschieden.

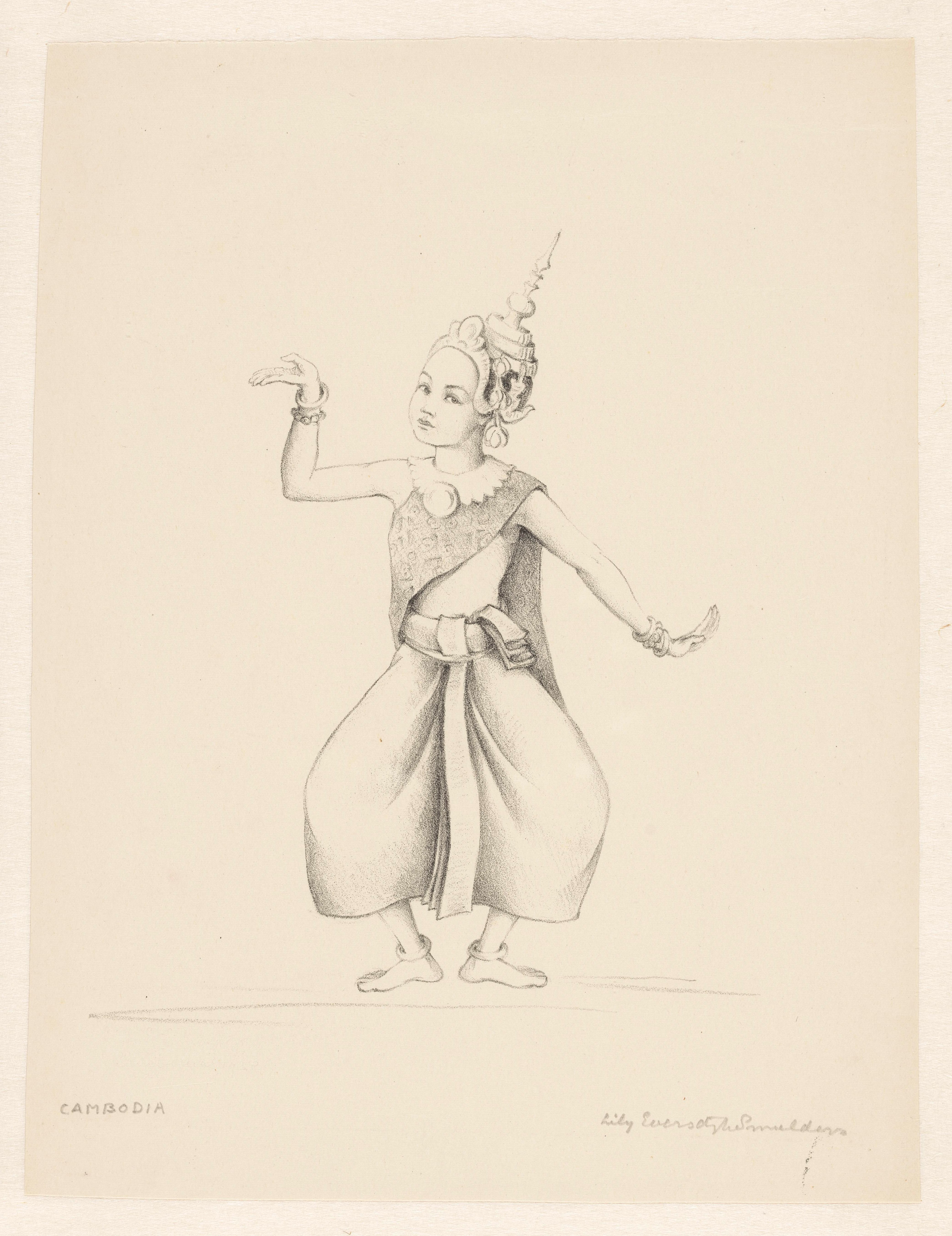
Cambodjaans danseresje

Ab 1936 widmete sich Lily Eversdijk Smulders ganz dem Zeichnen und Reisen. Sie machte eine Lehre bei dem niederländischen Maler Carel Dake auf Bali und zeichnete mit schwarzer Kreide Porträts der einheimischen Menschen. Angetrieben von dem Wunsch, fremde Länder und Kulturen kennenzulernen, begann sie im Frühjahr 1937 eine lebenslange weltweite Reisetätigkeit, ausgerüstet mit Bleistift, Kreide und Zeichenpapier. Bis zum Beginn des Zweiten Weltkriegs bereiste sie Japan, Korea, China, Hongkong und Indochina. 1938 hatte sie ihre erste Ausstellung im Institute of Fine Arts in Peking. Die Atmosphäre war aufgrund der politischen Entwicklungen angespannt und sie wurde in Japan mehrfach verhaftet, weil die Behörden sie für eine Spionin hielten. Anfang 1940 kehrte Lily Eversdijk Smulders in die Niederlande zurück. Während des Kriegs nahm sie Unterricht beim Den Haager Maler Jan Franken (1896–1977), bei dem sie den Umgang mit Ölfarbe lernte, und bei Marie van Regteren Altena in Amsterdam. 1944 zog sie nach Amsterdam, wo sie sich aktiv im Widerstand engagierte, Ausweise fälschte und Untergetauchte aufnahm. In dieser Zeit wurde sie mehrfach von der Gestapo verhört.
Nach dem Krieg besuchte Lily Eversdijk Smulders zwischen 1948 und 1953 Marokko, die Sahara, reiste dem Nilverlauf folgend von Ägypten bis zum Sudan und bereiste zwei Jahre lang den Libanon, Syrien, Jordanien, Israel und den Irak. Von 1954 bis 1962 reiste sie insgesamt sieben Mal nach  Indien, das sie sehr beeindruckte, und besuchte im März 1959 das benachbarte Nepal. Mit zunehmendem Alter wurden ihre Reisen kürzer, führten sie aber noch durch Ostafrika, Peru, Äthiopien und Nordkanada. Erst mit der fortschreitenden Verschlechterung ihres Sehvermögens ab  1977 hielt sie sich zunehmend in ihrem Zuhause in der Amsterdamer Vondelstraat 86 auf.
Lily Eversdijk Smulders wurde für ihre Widerstandstätigkeit während des Zweiten Weltkriegs mit dem „Verzetsherdenkingskruis“ (Widerstandsgedenkkreuz) ausgezeichnet. In der Zeit ihres Indienaufenthaltes von 1954 bis 1962 war sie im benachbarten Nepal mit Tibetern in Kontakt gekommen, die vor der chinesischen Unterdrückung in ihrem Land geflohen waren. 1980 gründete sie in den Niederlanden eine Stiftung zur Unterstützung tibetischer Flüchtlinge in Nordindien. Lily Eversdijk Smulders starb 1994 in ihrem Zuhause.

## Werk

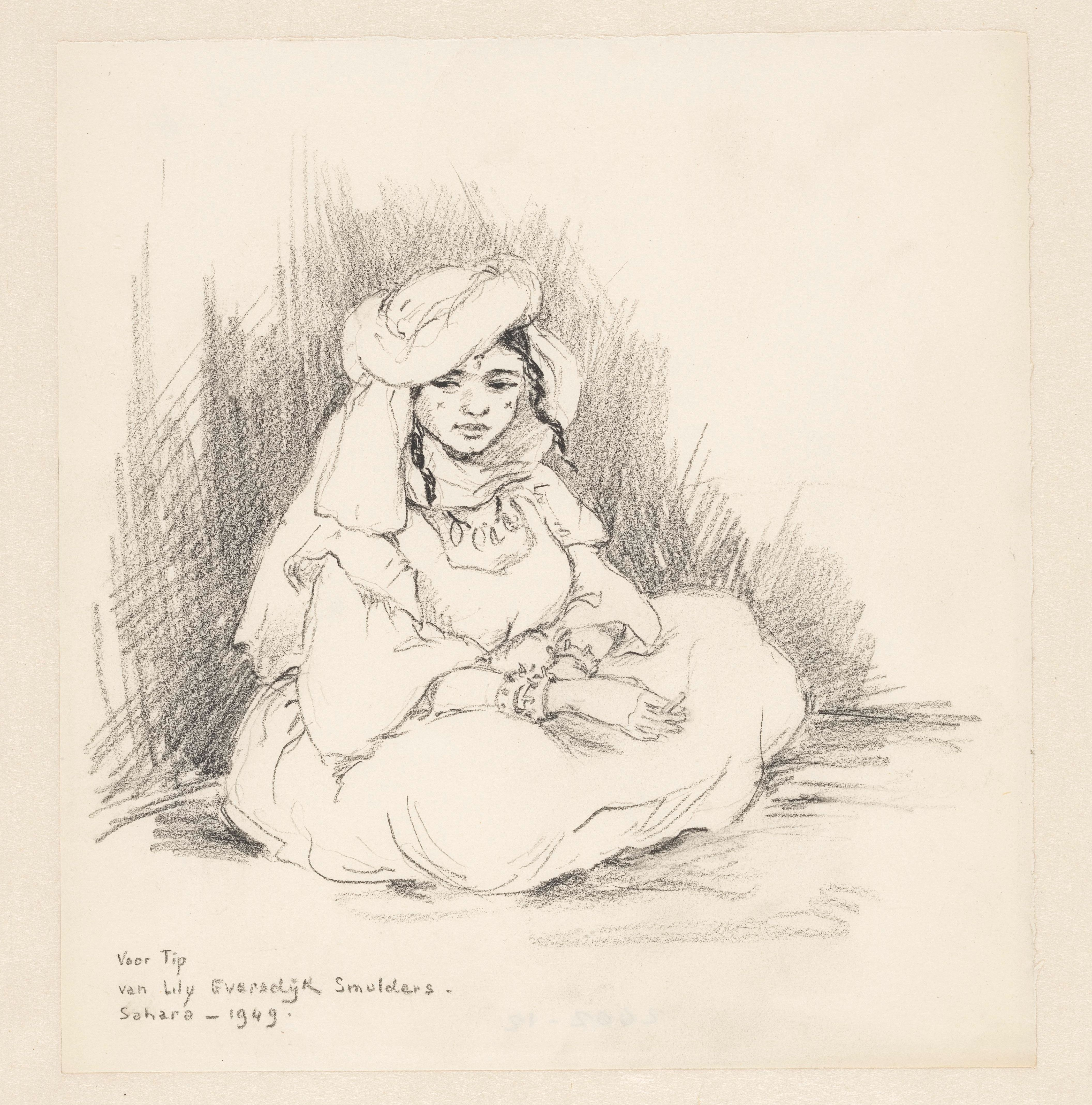
Een bedoeïnenmeisje, 1949

Lily Eversdijk Smulders schuf im Laufe ihrer jahrzehntelangen Reisetätigkeit ein umfangreiches Werk, das mit mehr als tausend anthropologischen Porträts, Ölgemälden, Skizzen, Lithografien, Fotografien und sechs Büchern ein historisches Dokument des Lebens an Orten auf der ganzen Welt im 20. Jahrhundert bildet.
Während ihrer Reisen tauchte Lily Eversdijk Smulders in die lokale Kultur und Geschichte ein, notierte ihre Eindrücke in Tagebüchern und fertigte Porträts der Bevölkerung an. Zu ihrem Werk zählen Porträts der nach Nepal geflüchteten Tibeter aus dem Jahr 1959. Ein wichtiges Anliegen war ihr die Wissensvermittlung an die Daheimgebliebenen zu einer Zeit, bevor das Reisen einem breiten Publikum zugänglich wurde. Dazu schrieb sie zwischen den Reisen Artikel für Zeitungen, hielt Dia-Vorträge und war öfters in der „Radio Volksuniversiteit“ in den Niederlanden zu hören. Daneben gab sie in ihrem Haus in Amsterdam Malunterricht. Ab 1958 veröffentlichte sie umfangreiche Reiseberichte, die mehrfach nachgedruckt wurden. 1980 erschien ihr Buch Anderen zijn anders, in dem sich ihre Reiseberichte mit ihren Vorkriegserinnerungen abwechseln.
Zeichnungen von Lily Eversdijk Smulders befinden sich in der Sammlung des Rijksmuseum Amsterdam. Die Sammlung des British Museum enthält 61 ihrer Zeichnungen. Ihr künstlerischer Nachlass ist in der 1991 gegründeten „Lily Eversdijk Smulders Stichting“ untergebracht.

## Ausstellungen (Auswahl)
- 2003: Bali, portrettekeningen. Museon, Den Haag
- 1990: Retrospektive. Museon, Den Haag
- 1948: Amsterdamse schilders van nu. Stedelijk Museum, Amsterdam[4]
- 1938: Peking Institute of Fine Arts[1]

## Veröffentlichungen (Auswahl)
- Waar het Oosten begint. Boekman & De Meris, Amsterdam 1958.
- Een Jaar bij de Yogi’s van India en Tibet. N. Kluwer, Deventer 1960.
- Wonderlijk Tibet. N. Kluwer, Deventer 1966.
- Het Mysterieuze Midden Oosten. N. Kluwer, Deventer 1970.
- Anderen zijn anders. Ons Huis, 1976.
- Reizen in vergeten werelden. Katwijk 1985.